# António Jacinto Magro
António Jacinto Magro OA • ComA (7 de fevereiro de 1899 - 27 de dezembro de 1970) foi um político e militar que exerceu o cargo de Encarregado do Governo de Timor português, do dia 30 de março de 1939 até 10 de maio de 1940. Era capitão de engenharia, quando exerceu o seu posto de Encarregado do Governo de Timor português.

## Biografia
Assentou praça em 8 de janeiro de 1916, alferes em 1 de novembro de 1928, tenente em 1 de dezembro de 1929 e, finalmente, capitão em 1 de dezembro de 1934.
Em 1947 publicou na "Revista Militar", Tropas e aquartelamento de Timor: subsídio para a história das unidades militares da Colónia, outubro de 1937 a maio de 1940.

## Condecorações
A 24 de Novembro de 1944 foi feito Oficial da Ordem Militar de Avis e a 3 de Agosto de 1951 foi elevado a Comendador da Ordem Militar de Avis pelo presidente da República, Francisco Craveiro Lopes.